# 第41回世界卓球選手権
第41回世界卓球選手権は千葉市の日本コンベンションセンター（現幕張メッセ）イベントホールで1991年4月24日から5月6日まで開催された。韓国と北朝鮮は統一チームコリアで出場、女子団体で優勝した。

## ピンポン外交
ソビエト連邦からの独立運動と並行して、バルト三国の卓球協会は、1989年より国際卓球連盟に加盟申請を提出、同様の申請はIOCや世界水泳連盟では却下されたが、特にラトビア、リトアニアはソ連への併合前、世界卓球選手権大会に出場していたこともあり、他の競技に先駆けて加盟を承認する動きもあったが、ソ連の強い反対により、総会での決議は断念、検討事項とされた。30回以上朝鮮半島を訪れた国際卓球連盟会長（当時）・荻村伊智朗の尽力により、1991年の世界選手権では、分断国家である韓国と北朝鮮（南北朝鮮）が統一チームを結成して出場することが、同年2月の南北スポーツ会談で合意された。
統一コリアチーム（白地に空色で朝鮮半島をあしらった旗で出場）として出場、女子団体では9連覇を狙った中国女子を破り優勝を果たした。表彰式では国歌の代わりにアリランが演奏された。なお、南北朝鮮の統一チームは1991年が初めてではなく、1986年の第二回アジア・欧州対抗戦出場のアジア代表チームで、南北朝鮮と中国・台湾の両混成チームが結成されている。

## 競技結果
| 階級           | 金                                              | 銀                     | 銅                                                                            |
| -------------- | ----------------------------------------------- | ---------------------- | ----------------------------------------------------------------------------- |
| 男子シングル   | ヨルゲン・パーソン                              | ヤン＝オベ・ワルドナー | 金擇洙 馬文革                                                                 |
| 男子ダブルス   | ピーター・カールソン トーマス・フォン・シェーレ | 王涛 呂林              | ドミトリ・マズノフ・アンドレイ・マズノフ ヨルゲン・パーソン・エリック・リンド |
| 女子シングルス | 鄧亞萍                                          | リ・ブンヒ             | 喬紅 チャン・タンルイ                                                         |
| 女子ダブルス   | 陳子荷 高軍                                     | 鄧亞萍 喬紅            | 胡小新・劉偉 李ジュン・丁亜萍                                                 |
| 混合ダブルス   | 王涛 劉偉                                       | 謝超杰 陳子荷          | キム・ソンヒ・リ・ブンヒ カリニコス・クレアンガ・オティリア・バデスク         |
| 男子団体       | スウェーデン                                    | ユーゴスラビア         | ソビエト連邦                                                                  |
| 女子団体       | 南北統一コリア                                  | 中国                   | フランス                                                                      |

## その後
この大会の女子団体で優勝した、玄静和（ヒョン・ジョンファ）、リ・ブンヒら統一コリアチームの話を描いた映画、『コリア』（英題：As One、邦題：ハナ 〜奇跡の46日間〜）が製作され、ハ・ジウォンが玄静和をペ・ドゥナがリ・ブンヒを演じた。2012年韓国で公開、日本でも2013年に公開された。
荻村の発案によりこの大会から採用された青い卓球台がその後の国際大会でも標準規格となっている。